# Banau
BANAU – polski zespół rockowy założony 6 grudnia 2006 w Siemoniu i Unisławiu, przez braci Szymona i Pawła Niewiemskich. Członkowie zespołu są obecnie związani głównie z Bydgoszczą i Toruniem.
W 2009 zespół wydał płytę ADHDEMO. W tym samym roku zagrali godzinny koncert w studiu Polskiego Radia.
W 2010 wystąpili także w trzecim programie TVP. W latach 2010–2012 „Banau” został rekordzistą w skali kraju pod względem ilości zagranych koncertów podczas jednego finału WOŚP. W 2010 zagrał ich 9, w 2011 aż 10, a w 2012 było to 8 koncertów. O ich rekordowym koncertowaniu wielokrotnie wspominał w mediach ogólnopolskich sam Jurek Owsiak.
W 2011 zespół wystąpił w 2 edycji programu Must Be the Music. Tylko muzyka w telewizji Polsat, gdzie zaprezentował swój obecnie najbardziej znany utwór ADHD. W tym samym roku wystąpili ponownie w trzecim programie TVP. 
Pod koniec 2011 za perkusją w zespole zasiadł Piotr Ślaski, który wcześniej grał razem z Witoldem Albińskim i Ryszardem Poćwiardowskim w bydgoskim zespole Graffiti. 
W grudniu 2011 zespół nagrywa zimowo-świąteczny utwór Tylko dzięki wam.
W marcu 2012 zespół ponownie gości z godzinnym koncertem w studiu Polskiego Radia. W tym samym roku wychodzi kolejna płyta, tym razem długogrająca, pod tytułem Perpetuum Mobile.
BANAU reprezentował województwo Kujawsko-Pomorskie oraz Polskie Radio PiK na ogólnopolskim festiwalu Polskiego Radia - Przebojem na Antenę 2012 w Hajnówce.
W styczniu 2014 roku miał miejsce występ zespołu na największej w Polsce scenie 22 finału WOŚP pod Pałacem Kultury i Nauki w Warszawie.
Autorem większości teledysków zespołu, które można zobaczyć na YouTube zajął się Adam Kurdubski (Bartek Film Studio).
Były wokalista zespołu Michał Sikora wystąpił w 2013 roku w programie X-Factor w telewizji TVN.
W październiku 2017 roku zespół wydaje drugą długogrającą płytę zatytułowaną "To co ważne".
Wraz z końcem roku 2018 szeregi zespołu opuszcza Paweł Niewiemski (gitarzysta, a zarazem współzałożyciel zespołu) oraz wokalista Michał Sikora.
Na początku 2019 roku do zespołu dołącza Jakub Szczerbiński, który zaczyna pełnić w zespole rolę wokalisto-gitarzysty.

## Muzycy
Obecny skład zespołu
- Jakub Szczerbiński – wokal, gitara (od 2019)
- Szymon Niewiemski – wokal, gitara basowa (od 2006)
- Piotr Ślaski – perkusja (od 2011)

Byli członkowie zespołu
- Michał Janusz – perkusja (2007-2011)
- Marcin Grochala – wokal, gitara (2006-2014)
- Michał Sikora - wokal (2015-2018)
- Paweł Niewiemski - gitara (2006-2018)

## Dyskografia
Albumy studyjne
- Perpetuum Mobile (2012)
- To co ważne (2017)

Albumy koncertowe
- Live at Polskie Radio 2009
- Live at Polskie Radio 2012

Minialbumy
- ADHDEMO (2009)

Kompilacje
- Sztuka przeciwko przemocy 2 (2010)
- Przebojem na antenę 2012 (2012)

## Teledyski
- Wrong time, wrong place (2011)
- Getto (2011)
- ADHD (2011)
- Ostatnia z drugich szans (2011)
- Piła (2012)
- Ula (2012)
- Unsure (2014)
- Na zimę (2016)
- Wojna (2016)

## Utwory notowane
| Rok  | Tytuł                    | Pozycja na Liście |
| Rok  | Tytuł                    | Radio PiK         |
| ---- | ------------------------ | ----------------- |
| 2012 | Ostatnia z drugich szans | 11                |
| 2012 | Tylko dzięki wam         | —                 |